# Philodromus grosi
Philodromus grosi är en spindelart som beskrevs av Roger de Lessert 1943. Philodromus grosi ingår i släktet Philodromus, och familjen snabblöparspindlar.
Artens utbredningsområde är Kongo-Kinshasa. Inga underarter finns listade i Catalogue of Life.